# Horst Isenberg
Horst Isenberg (* 1937) ist ein deutscher Textlinguist, der seine Hauptschaffensphase in den 1970er-Jahren in der DDR hatte. Neben der Textlinguistik im Allgemeinen hat er sich insbesondere mit der spanischen Sprache beschäftigt.
Isenberg war mit Marina Elbia Löhr (* 9. September 1926, geborene Manzur) verheiratet, der aus Peru stammenden Witwe des 1961 verstorbenen Hans Löhr. Aus dieser Ehe gingen die Töchter Renia und Celia hervor.

## Schriften
- Das direkte Objekt im Spanischen. Akademie-Verlag, Berlin 1968
- Überlegungen zur Texttheorie. In: Werner Kallmeyer u. a. (Hrsg.): Lektürekolleg zur Textlinguistik. Bd. 2, 1974, S. 193–212.
- Texttheorie und Gegenstand der Grammatik. Akademie der Wissenschaften der DDR, Zentralinstitut für Sprachwissenschaft, Berlin 1974
- Einige Grundbegriffe für eine linguistische Texttheorie. In: František Daneš, Dieter Viehweger (Hrsg.): Probleme der Textgrammatik (= studia grammatica; XI). 1976, S. 47–145.
- „Text“ versus „Satz“. In: František Daneš, Dieter Viehweger (Hrsg.): Probleme der Textgrammatik II (= studia grammatica; XVIII). 1977, S. 119–145